# 2gether: The Series (serie televisiva 2000)
2gether (2gether: The Series) è una serie televisiva statunitense-canadese in 20 episodi trasmessi per la prima volta nel corso di 2 stagioni dal 2000 al 2001. La serie seguì al film per la televisione del 21 febbraio 2000 2gether.

## Personaggi
- Jerry O'Keefe (stagioni 1-2), interpretato da	Evan Farmer.
- Chad Linus (stagioni 1-2), interpretato da	Noah Bastian.
- Doug Linus (stagioni 1-2), interpretato da	Kevin P. Farley.
- Mickey Parke (stagioni 1-2), interpretato da	Alex Solowitz.
- Jason 'Q.T.' McKnight (stagioni 1-2), interpretato da	Michael Cuccione.
- Elizabeth 'Liz' Porter (stagioni 1-2), interpretata da	Brenda James.
- Erin Evans (stagione 1), interpretata da	Lauren Lee Smith.
- Tom R. Lawless (stagioni 1-2), interpretato da	Dave McGowan.
- Jessie Noble (stagione 1), interpretato da	Bradley Needham.
- Lita (stagioni 1-2), interpretata da	Emily Holmes.
- Ab Cedee (stagione 1), interpretato da	Steve Byers.
- Glenn Brummer (stagione 1), interpretato da	Roger R. Cross.
- Marvin Boyd (stagione 1), interpretato da	Blu Mankuma.
- Cindy (stagione 2), interpretata da	Allison Munn.

## Produzione
La serie fu prodotta da Alliance Atlantis Communications, Gunn & Gunn Productions e Music Television e girata  a Vancouver in Canada. Le musiche furono composte da Camara Kambon e Roger Neill.

### Registi
Tra i registi della serie sono accreditati:
- John Pozer (4 episodi, stagioni 1-2)
- Robert Ginty (4 episodi, stagione 1)
- Paul Lazarus (2 episodi, stagione 1)
- Gilbert M. Shilton (2 episodi, stagione 1)

### Sceneggiatori
- Brian Gunn (4 episodi, stagioni 1-2)
- Roger S.H. Schulman (4 episodi, stagione 1)
- Bill Canterbury (3 episodi, stagioni 1-2)
- Mark Gunn (3 episodi, stagione 1)
- Sy Rosen (2 episodi, stagioni 1-2)
- Erica Rothschild (2 episodi, stagione 1)
- Howard Meyers

## Distribuzione
La serie fu trasmessa negli Stati Uniti dal 2000 al 2001 sulla rete televisiva MTV. In Italia è stata trasmessa dal settembre 2002 su MTV con il titolo 2gether.
Alcune delle uscite internazionali sono state:
- negli Stati Uniti il 15 agosto 2000 (2gether: The Series)
- in Canada il 1º novembre 2000 (2gether: The Series)
- in Francia il 17 febbraio 2001 (2gether, ze groupe)
- in Ungheria il 13 aprile 2002 (2gether - Dögös ötös)
- in Finlandia (2gether)
- in Italia (2gether)

## Episodi
| Stagione         | Episodi | Prima TV USA |
| ---------------- | ------- | ------------ |
| Prima stagione   | 13      | 2000         |
| Seconda stagione | 7       | 2001         |